# Kermes roboris
Kermes roboris är en insektsart som först beskrevs av Antoine François, comte de Fourcroy 1785.  Kermes roboris ingår i släktet Kermes och familjen eksköldlöss. Inga underarter finns listade i Catalogue of Life.